# Club La Unión (Colón)
El Club La Unión de Colón, provincia de Entre Ríos, Argentina, es un club deportivo conocido a nivel nacional por su equipo de baloncesto, el cual disputó la segunda división nacional durante 18 temporadas. En 2019 puso en venta su plaza en la división y por ello dejó el segundo escalón nacional.
Actualmente participa en la tercera división nacional, el Torneo Federal de Básquetbol.

## Historia reciente
El club comenzó a disputar torneos nacionales de baloncesto a principios de los años 90; tal es el caso que disputó su primer TNA en la temporada 1993-94, tras haber conseguido el ascenso desde la Liga B y donde terminó en la novena ubicación.
En la siguiente temporada finalizó tercero por debajo de Mendoza de Regatas y Luz y Fuerza de Posadas. Este último obtuvo el ascenso a la Liga Nacional, siendo esa la mejor temporada del club en la divisional. Tras diez temporadas en la divisional y por problemas entre Carlos Delasoie, quien era presidente del club y la a. C., ente organizador del TNA, el club hace una alianza con Estudiantes de Formosa y ambos dan paso a la creación de La Unión de Formosa, equipo que comenzó a disputar el torneo ocupando la plaza de La Unión en 2004, y un año después, en la misma temporada, obtuvo el ascenso. Tras esta fusión, La Unión bajó una división y recaló en la Liga B.
En 2012 el club se proclama campeón de la tercera división, en aquel entonces ya el Torneo Federal, y vuelve a la segunda división para la temporada 2012-13. En esa temporada se salvó del descenso finalizando penúltimo de su grupo.
En la temporada 2013-14 accedió a los play-offs pero fue eliminado en la primera ronda. En la temporada 2014-15 terminó último de su conferencia pero aun así accedió a los play-offs, donde eliminó a Barrio Parque en la primera ronda y fue eliminado por Instituto en la segunda ronda.
En 2017 Cristian Santander se hace cargo de entrenar al primer equipo en vistas a la temporada 2017-18. En 2018 Santander dejó al equipo cuando este había logrado 5 victorias en 18 partidos. Guillermo Bogliacino se hizo cargo del equipo, y el equipo terminó con una marca de 13 partidos ganados en 26 partidos en la segunda ronda y, sumado a los partidos de la primera fase, terminó noveno en la conferencia y disputó los play-offs ante Atenas de Carmen de Patagones, equipo que lo venció en la serie 3 partidos a 1, eliminándolo del torneo en su casa.
De cara a la temporada 2018-19 el club contrató a Marcelo Macías como entrenador principal, quien fuera ayudante en la pasada temporada en el cuerpo técnico de Peñarol de Mar del Plata. El equipo logró 6 victorias en 14 partidos en la primera fase, y 6 en la segunda fase, en 26 partidos, terminando penúltimo en la conferencia y no accediendo a play-offs.
En 2019 la institución puso en venta su plaza en la segunda división. Finalmente el club no fue tenido en cuenta para el armado de la temporada 2019-2020 de la Liga Argentina, confirmándose así la baja de la institución tras siete años consecutivos en ella.
En la temporada 2021-2022 gana el torneo Federal y vuelve a asscender a la Liga Argentina donde continua en la presente temporada 2023-2024.

## Instalaciones
El estadio del club es el Estadio Carlos José Delasoie. Con capacidad para 1300 personas, está ubicado en la calle 12 de abril número 187, Colón.

## Datos del club
- Temporadas en primera división: ninguna
- Temporadas en segunda división: 16 (1993-94 a 2003-04 y 2012-13 a 2018-19 y 2022-23 al presente 2023-24)
  - Mejor puesto en la liga: tercero (1994-95)
  - Peor puesto en la liga: 13.º (de 13 en conferencia, en 2016-17)
- Temporadas en tercera división:
  - Liga B: (2008-09, 2009-10 y 2010-11)
  - Torneo Federal: (2011-12)
  - Torneo Federal: (2020-21)
- Participaciones en Copa Argentina: 2 (2002 y 2003)
  - Mejor puesto: eliminado en segunda ronda (2003)
  - Peor puesto: eliminado en primera fase (2002)

## Palmarés
- Campeón del Torneo Federal de Básquetbol 2011-12 y 2020-2021